# Paolo Clementini
Paolo Clementini (Rovigo, 2 luglio 1847 – Venezia, 14 agosto 1903) è stato un magistrato e politico italiano.